# 扁玉螺
扁玉螺（学名：Glossaulax didyma），是异足目玉螺科Neverita的一种。主要分布于中国大陆，常栖息在潮间带或潮下带。